# Игор Шафаревич
Игор Ростиславович Шафаревич (на руски: Игорь Ростиславович Шафаревич) е съветски и руски математик, философ, публицист и общественик, доктор по физико-математическите науки, професор и академик от Руската академия на науките.

## Биография
Игор Шафаревич е роден на 3 юни 1923 година в град Житомир.